# Bob Einstein
Stewart Robert "Bob" Einstein (født 20. november 1942 i Los Angeles, Californien, død 2. januar 2019 i Indian Wells, Californien) var amerikansk komiker og skuespiller.
Han var storebror til Albert Brooks.